# Evangelische Kirche Lohrbach

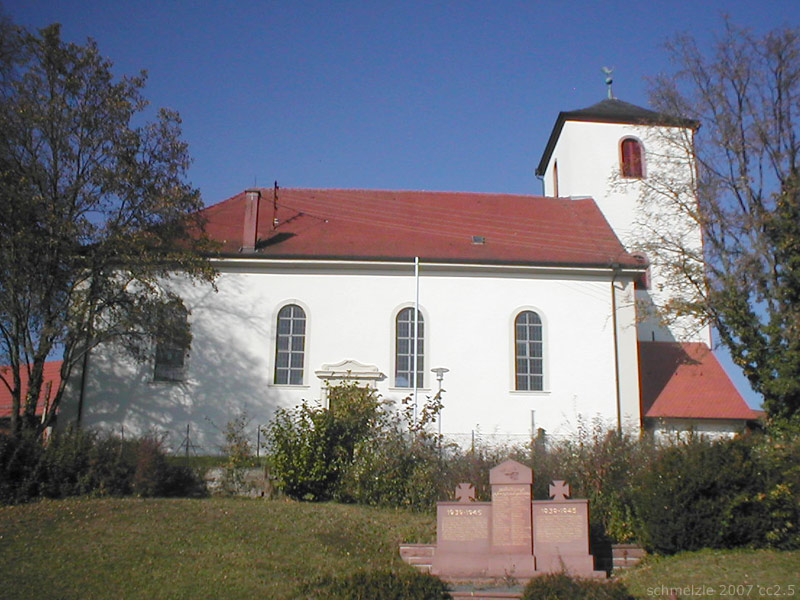
Evangelische Kirche Lohrbach

Die Evangelische Kirche in Lohrbach, einem Stadtteil von Mosbach im Neckar-Odenwald-Kreis im nördlichen Baden-Württemberg, geht mindestens bis ins 13. Jahrhundert zurück. Der heutige evangelische Kirchenbau entstand im Jahr 1818 unter der Beibehaltung einiger älterer Bauteile wie des Turmunterbaus der mittelalterlichen Chorturmkirche. Die Kirchengemeinde Lohrbach-Reichenbuch-Sattelbach gehört zum Kirchenbezirk Mosbach der Evangelischen Landeskirche in Baden.

## Geschichte
Über die ursprünglichen kirchlichen Verhältnisse von Lohrbach ist wenig bekannt. Für den später abgegangenen Nachbarort Hartheim ist bereits im Jahr 770 eine Basilika belegt, die sich im heutigen Lohrbacher Gewann Kirchle befand. Ob zu jener Zeit auch in Lohrbach ein Kirchengebäude war, ist unbekannt. Ein weiterer alter Friedhof in Lohrbach wurde bislang noch nicht archäologisch nachgewiesen, so dass der bis 1835 um die evangelische Kirche befindliche Friedhof vermutlich der jeher verwendete Friedhof Lohrbachs ist und die Kirche daher auf das erste Kirchengebäude in Lohrbach zurückgehen könnte. Auffällig ist, dass die Kirche im Mittelalter noch außerhalb des Ortes lag, der erst in jüngerer Zeit nach Osten hin gewachsen ist, so dass sich die Kirche heute in der Ortsmitte befindet.
Vor dem Neubau von 1818, der der Kirche im Wesentlichen ihre heutige Gestalt gab, sind aus archäologischen Untersuchungen mindestens vier Ausbaustufen des Vorgängerbauwerks bekannt. Ausgehend von den ältesten Grundrissen, die ein Kirchenschiff von 16 × 10 Meter mit nach Osten angebautem quadratischen Turm mit einer Seitenlänge von 7,35 Metern andeuten, wurde das Kirchenschiff in mehreren Ausbaustufen sukzessive vergrößert und erhöht, wobei verschiedentlich auch die Mauerstärke alter Mauern verstärkt und der Aufbau des Turmes verändert wurden. Der Turmunterbau ist der älteste Teil der Kirche. In ihm sind Fresken aus der Zeit um 1300 erhalten, die vermutlich im Zusammenhang mit dem Johanniterorden stehen, der zu jener Zeit im Besitz der nahen Burg Lohrbach war. Unter Kurfürst Ludwig V. erhielt das Turmuntergeschoss im Jahr 1514 ein Netzgewölbe. Bis zur Zeit der Reformation (1556 durch Kurfürst Ottheinrich) befand sich dort auch der Hochaltar. Bereits beim Umbau von 1514 hatte man keine Rücksicht mehr auf die Fresken genommen, später wurden sie übertüncht. Im Lauf der Zeit wurde der ehemalige Turmchor dann sogar vermauert und nur noch als Läutstube und Kohlenlager genutzt.
Bei der Kirchenteilung in der Kurpfalz im Jahr 1705 kam die Kirche an die reformierte Gemeinde. In der Mitte des 18. Jahrhunderts waren umfangreiche Sanierungsmaßnahmen am Turm nötig, ebenfalls benötigte Umbauten und Erweiterungen konnten vorerst aus Mangel an finanziellen Mitteln nicht verwirklicht werden. Erst in den Jahren 1817 bis 1819 fand ein umfangreicher Umbau der Kirche statt, der ihr ihre heutige Gestalt als klassizistische Hallenkirche brachte. Anlässlich dieses Umbaus wurde eine 1817 bei Overmann in Heidelberg gebaute Orgel beschafft.
Für die Kirchenerweiterung von 1817 bis 1819 war die Überbauung eines Teils des alten Friedhofs nötig. Weitere Teile des Friedhofs wurden bei den Bauarbeiten in Mitleidenschaft gezogen. Der Friedhof wurde noch bis 1835 weiter belegt, bevor man an anderer Stelle einen neuen Friedhof angelegt hat. Bereits 1836 war der alte Friedhof vollständig eingeebnet und wurde als Gemeinde-Obstbau-Schule genutzt. Die alte Friedhofsmauer wurde mit Teilen der zerschlagenen alten Grabsteine ausgebessert, um die Obstbäume vor Wildfraß zu schützen. Daher haben sich in der Mauer einige historische Grabsteinfragmente erhalten.
Bei einer Renovierung im Jahr 1950 wurden die Fresken im Turmuntergeschoss wieder freigelegt.